# Sanjay (nome)
Sanjay è un nome proprio di persona maschile usato in diverse lingue diffuse nel subcontinente indiano.

## Origine e diffusione
Si tratta della forma moderna del nome sanscrito संजय (Sanjaya), che vuol dire "trionfante, vittorioso" (lo stesso significato dei nomi Vincenzo, Vittorio e Niceta). Questo nome è portato da Sanjaya, personaggio del poema epico induista Mahābhārata.
Il nome è attestato nelle lingue bengalese (সঞ্জয়), gujarati (સંજય), hindi (संजय), kannada (ಸಂಜಯ್), malayalam (സഞ്ജയ്), marathi (संजय), nepalese (सञ्जय), oriya (ସଂଜୟ), tamil (சஞ்சய்) e telugu (సంజయ్).

## Persone
- Sanjay Dutt, attore indiano

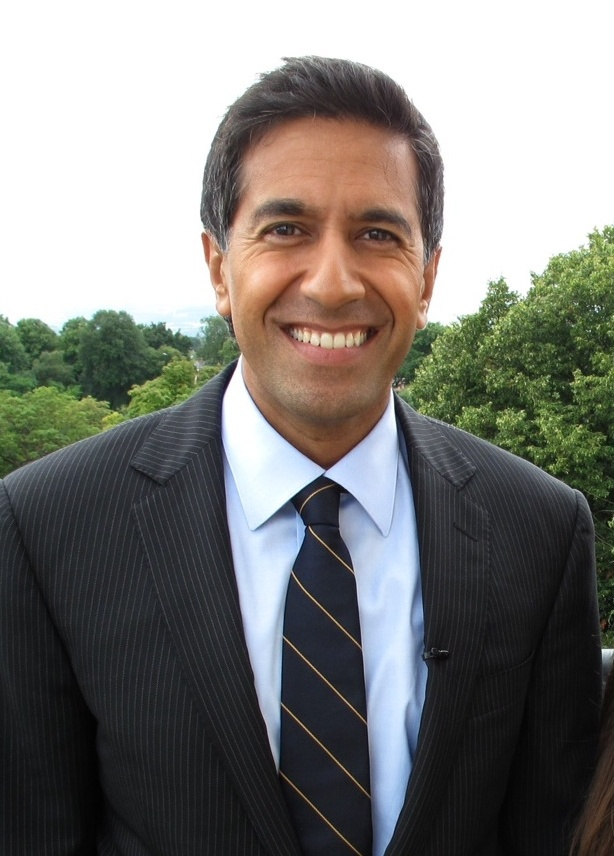
Sanjay Gupta

- Sanjay Gupta, neurochirurgo statunitense
- Sanjay Kapoor, attore indiano
- Sanjay Lal, giocatore di football americano e allenatore di football americano britannico
- Sanjay Leela Bhansali, regista, produttore cinematografico e sceneggiatore indiano
- Sanjay Sankla, montatore indiano

### Variante Sanjaya
- Sanjaya Malakar, cantante statunitense

## Il nome nelle arti
- Sanjay è un personaggio della serie animata Due fantagenitori.
- Sanjay è uno dei protagonisti della serie animata Sanjay and Craig.
- Sanjay Shakur è un personaggio della serie televisiva statunitense La vita segreta di una teenager americana.